# فرودگاه لانیو
فرودگاه لانیو  (به انگلیسی: Lanyu Airport) یک فرودگاه همگانی با کد یاتا KYD است که یک باند فرود سنگفرش دارد و طول باند آن ۱۱۲۳ متر است. این فرودگاه در کشور تایوان قرار دارد و در ارتفاع ۱۳٫۴ متری از سطح دریا واقع شده است.